# Susan Mayer
Susan Delfino (nata Bremmer, precedentemente Mayer) è un personaggio della serie televisiva Desperate Housewives, interpretato da Teri Hatcher.

## Caratteristiche
Tra le quattro casalinghe è quella che vive da più tempo a Wisteria Lane. Susan è una donna di natura altruista ed ingenua, nota al vicinato per gli innumerevoli guai che causa accidentalmente. Cresciuta ignorando l'esistenza del padre, che la madre Sophie le aveva detto essere morto, Susan era una ragazza molto popolare ai tempi del liceo e del college, pur essendo poco curata e molto maldestra. La frenetica vita sentimentale della madre, nonché l'indole egocentrica ed infantile di questa, ha tenuto le due donne sempre abbastanza distanti, e dopo il divorzio dal suo primo marito, Karl Mayer, l'unica spalla su cui piangere è stata sua figlia Julie, con la quale ha da sempre uno strettissimo legame. Sposata con Mike Delfino, nonostante le numerose complicazioni insorte nella coppia nel corso della serie, dal quale nasce il figlio Maynard, che tutti chiameranno "M.J.", Susan fa l'insegnante in un istituto paritario. Nell'ottava stagione rimarrà vedova di Mike, ucciso durante una sparatoria da un boss mafioso.

## Trama
È stata inizialmente sposata con Karl Mayer, dal quale ha avuto una figlia, Julie. In seguito ai tradimenti del marito, i due hanno divorziato e Susan ha avuto una relazione più o meno stabile con Mike Delfino, che ha poi sposato con una cerimonia privata, pur mantenendo il suo vecchio cognome. Lavora come illustratrice di libri per bambini e in seguito anche come insegnante di attività artistiche in una scuola elementare. Susan vive al 4353 di Wisteria Lane. Il nome originale di Susan Mayer doveva essere Susan Meyer.

### Prima stagione
Susan vede il suo nuovo vicino, Mike Delfino, come un'opportunità per cominciare una nuova vita. Imbranata per sua stessa natura, a un certo punto Susan rimane chiusa fuori casa completamente nuda e, cercando di coprirsi con una pianta, viene vista proprio da Mike, che riesce ad aprirle la porta. È sempre lei la causa (seppur accidentale) dell'incendio della casa di Edie Britt. Tuttavia Susan è anche molto caparbia ed è lei che spinge le altre casalinghe ad indagare sul suicidio di Mary Alice Young. Susan nutre infatti molti sospetti sul marito Paul Young e sul figlio Zach e per questo tenta di ostacolare la relazione fra il ragazzo e sua figlia Julie. Alla fine della prima serie, Susan avrà scoperto molte cose, ma soprattutto avrà avuto la meglio su Edie Britt per la conquista del cuore di Mike Delfino.

### Seconda stagione
All'inizio della seconda serie Mike lascia Susan, dopo aver scoperto che la donna ha dato a Zach, suo figlio naturale, i soldi per andare via da Fairview. Come se non bastasse, Susan scopre di essere il risultato di una notte di passione fra sua madre ed Addison Prudy, proprietario di un negozio proprio a Fairview. Quando però Susan tenta di avere un contatto col padre biologico, quest'ultimo ha un attacco di cuore e, benché riesca a sopravvivere, preferisce non avere nulla a che fare con lei. Intanto si ripresenta Karl, il suo ex-marito, che fa di tutto per sabotare qualunque sua relazione, benché egli stesso frequenti Edie Britt, ed abbia intenzione di sposarla. Dopo che Karl sarà riuscito a portare a letto per ben due volte Susan, Edie inferocita darà fuoco alla casa di Susan e annullerà il fidanzamento. Alla fine delle serie, Susan si riconcilia con Mike, che le chiede di sposarlo, ma in seguito ad un incidente con Orson Hodge, l'uomo va in coma.

### Terza stagione
Dopo sei mesi di coma di Mike Delfino, Susan comincia a frequentare Ian Hainsworth, un uomo conosciuto in ospedale, ma, proprio quando le cose fra i due sembrano andare bene, Mike si risveglia. A causa di una parziale perdita di memoria, e delle bugie raccontategli da Edie Britt, Mike rifiuta Susan. Susan allora si consola con Ian, benché ancora innamorata di Mike, fino a quando non comincia a rendersi conto dell'inaffidabilità di Ian. Sorgono inoltre i primi problemi anche con la figlia Julie, che sta frequentando Austin McCann, nipote di Edie.
Recuperati molti dei propri ricordi, Mike vorrebbe tornare insieme a Susan, e gran parte della terza serie verte intorno alla sfida fra Ian e Mike per la conquista del cuore di Susan. Per una serie di circostanze, Susan è sul punto di sposare Ian, salvo che lo sposo annulla le nozze all'ultimo momento per tornare in Inghilterra. Anche Mike va via da Fairview. Susan lo ritrova e i due finalmente si riconciliano. Alla fine della serie, dopo una lunga serie di vicissitudini e litigi, Susan e Mike si sposano con una piccola cerimonia privata, con Julie unica ospite.

### Quarta stagione
Dopo aver creduto di essere entrata in menopausa, Susan scopre di essere incinta. Vengono intanto alla luce alcuni particolari della vita passata di Mike, e di suo padre, un feroce assassino. Inoltre Mike ha ricominciato a fare uso di droghe, ma lo nega. Questo fatto diventa causa di forti litigi e tensioni fra i due neosposi, finché nell'episodio 4.09, durante un litigio, Susan cade dalle scale. In ospedale, Mike accetta la richiesta di Susan di entrare in una clinica per la riabilitazione. Tornato dalla riabilitazione, Mike scopre che l'uomo che lo ha investito è Orson, e decide di perdonarlo. Qualche tempo dopo Susan riceve la visita della madre di Mike, che le vuole insegnare ad essere una casalinga migliore, e lo stesso giorno partorisce il piccolo Maynard. La quarta stagione si conclude cinque anni dopo: Susan rientra a casa ma ad attenderla c'è il suo nuovo misterioso ragazzo interpretato da Gale Harold.

### Quinta stagione
Durante la quinta stagione, Susan è a lungo fidanzata con il suo nuovo ragazzo, l'imbianchino Jackson Braddock. La sua relazione con Jackson è un po' "tira e molla", simile alle relazioni adolescenziali. Dopo che si sono nuovamente lasciati, Jackson torna e chiede a Susan di sposarlo, solo perché ha perso i documenti e crede che altrimenti dovrà andare a vivere in Canada. Successivamente Susan e il piccolo M.J. stringono amicizia con Dave dopo la morte di Edie; quando Susan rivela a Dave che tempo fa ha avuto un incidente in cui sono morte una madre e una figlia (la moglie e la figlia di Dave), gli confida anche che non era stato Mike a guidare (come avevano dichiarato), ma lei. Dave decide quindi di uccidere sia Susan che M.J. Durante una gita insieme a Dave e M.J., Susan viene avvertita da Mike (che si stava sposando con Katherine) che Dave è pericoloso e vuole ucciderli. I due vengono salvati da Mike dal piano di vendetta di Dave. Nel finale della quinta stagione Mike e Susan si baciano, e nell'ultima scena si assiste al matrimonio di Mike con una donna di cui non si capisce l'identità.

### Sesta stagione
La sesta stagione di Susan inizia con il suo secondo matrimonio con Mike (è il suo quarto matrimonio: sposa due volte Karl e due volte Mike). Susan evita Katherine per paura della sua reazione al fatto che Mike l'abbia lasciata per tornare da lei, e anche se si scusa pubblicamente con lei durante il suo matrimonio, Katherine resta ancora ferita e non accetta le sue scuse. Sua figlia Julie torna a vivere da lei, ma subisce un'aggressione, il cui sospettato principale è Danny Bolen. Susan quindi comincia a diffondere in giro la voce che Danny sia pericoloso e litiga con la madre di Danny, Angie, anche se in seguito capisce di essersi sbagliata e aiuta Angie a ripulire il suo giardino dalla spazzatura che i vicini vi hanno gettato in segno di disprezzo. Inoltre Susan allerta Dylan, la figlia di Katherine, che si accorge dei problemi mentali della madre e decide di aiutarla a guarire. In seguito al disastro aereo, Susan viene a sapere che l'ex marito Karl è in pericolo di vita e comincia ad immaginare la sua vita se non lo avesse lasciato, arrivando alla conclusione che comunque lui l'avrebbe lasciata otto mesi più tardi e in compenso lei sarebbe diventata grassa e Mike avrebbe sposato e messo incinta Edie Britt. Dopo la morte dell'ex marito, Susan riceve in eredità, come disposto nel testamento di Karl, un night club, in cui conosce Robin Gallagher, una spogliarellista di cui diventerà prima collega (facendola licenziare dal locale per assumerla come assistente a scuola), poi coinquilina e infine sfratterà dopo la decisione del marito che preferisce non avere "tentazioni" in casa. Intanto Mike chiede un prestito a Carlos Solis per i suoi debiti, senza farne parola a Susan. Susan e Gabrielle decidono quindi di smascherare i mariti: Susan apprende così la difficoltà economica in cui versa la sua famiglia dopo che la ditta del marito è fallita. Dopo vari tentativi di migliorare il proprio status, Susan arriva alla conclusione che non è possibile saldare i debiti nelle attuali condizioni. Affitta quindi la casa a cui è tanto legata, e si trasferisce dall'altra parte della città. Nell'ultimo episodio, si conosce l'identità del nuovo inquilino di casa Delfino: Paul Young, vecchia conoscenza delle casalinghe.

### Settima stagione
Susan, come le sue amiche, è sbalordita di rivedere Paul nel quartiere, del tutto ignara del fatto che fosse lui il nuovo affituario di casa sua. Tutti credevano che Paul fosse ancora in prigione per l'omicidio di Felicia Tilman, ma Paul racconta che Felicia aveva inscenato una falsa morte per farlo arrestare, visto che lei lo riteneva l'assassino di sua sorella Martha Huber. Inoltre Susan e gli altri abitanti del quartiere conoscono Beth, la nuova moglie di Paul. Susan e la sua famiglia si trasferiscono in un appartamento molto modesto, e all'insaputa di tutti la donna inizia a lavorare in un sito pornografico in cui si esibisce in abiti succinti, per guadagnare soldi e riprendersi la casa. Paul lo scopre e ricatta la donna dicendo che lo dirà a tutti se lei non gli venderà la casa, Susan non vuole stare al ricatto e decide di cacciar via Paul da casa sua. Paul mantiene la promessa e fa sapere in giro il segreto di Susan, così lei perde il lavoro di insegnante nella scuola dove lavorava. Infuriata, Susan va da Paul e lo aggredisce, ma Beth le punta contro una pistola e le intima di andarsene. Per far fronte alla loro crisi economica, Mike si stabilisce per alcuni mesi in Alaska per un lavoro, Susan invece inizia a fare da baby-sitter a Paige, la figlia di Lynette. Nonostante non sia riuscito a comprare la casa di Susan, Paul acquista  altri immobili nella strada, abbastanza per attuare il suo piano,  e cioè comprare la maggioranza delle case di Wisteria Lane per avere l'autorizzazione di trasformare la zona in un centro di recupero per ex detenuti, così da rovinare il quartiere e vendicarsi di tutti coloro che l'hanno tradito e abbandonato. Susan e gli altri creano una rivolta nella parata in onore di Paul, la cosa sfugge di mano e Susan ne esce gravemente ferita. La donna necessita di un trapianto di rene, Mike torna da lei, le cose peggiorano ma Beth, che è stata cacciata via di casa da Paul, decide di spararsi alla testa e di donare il suo rene a Susan. Beth è ancora viva e Paul non acconsente a dare il rene a Susan perché non ha mai trattato Beth con rispetto, Susan gli dà ragione ammettendo che poteva comportarsi meglio con Beth, ma alla fine l'uomo acconsente a staccare la spina e a dare il rene a Susan. Dopo l'operazione Susan inizia ad avvicinarsi a Paul, rimasto solo e depresso, anche Felicia si prende cura di lui, Susan ne è molto stupita, anche quando scopre che Beth era sua figlia. Felicia decide di uccidere Paul avvelenando il cibo che Susan gli prepara, ma il suo piano fallisce. Susan e Mike riescono a far fronte ai loro debiti e decidono di riprendersi la casa, Paul quindi decide di andarsene da Fairview per ricominciare una nuova vita, Susan non è d'accordo sostenendo che Paul è parte integrante del quartiere, ma lui insiste che è la cosa migliore, i due si abbracciano e lui la ringrazia di tutto. Susan rientra in casa e sorprende Felicia Tilman mentre cerca di uccidere Paul, Susan corre in suo soccorso, Felicia aggredisce pure lei e cerca di ucciderla, ma Paul salva l'amica e decide di uccidere Felicia. Susan lo implora di non farlo perché lui è migliore di lei, Paul la risparmia e sentendo le parole di Susan decide di confessare la sua colpevolezza sull'omicidio di Martha Huber. Susan guarda poi la polizia mentre arresta Paul. Mentre le cose sembravano migliorare, il marito di Gabrielle, Carlos, uccide il patrigno  di lei, Alejandro, che molestava Gabrielle da ragazzina; Susan, Gabrielle, Bree e Lynette decidono di nascondere il cadavere.

### Ottava stagione
Susan non riesce a sopportare il segreto che nasconde riguardo alla morte di Alejandro. Anche Carlos sembra avere le sue stesse angosce, i due si avvicinano molto, ma Mike crede che Susan lo stia tradendo, alla fine la donna confessa al marito la verità. Susan per distrarsi inizia a frequentare un corso d'arte tenuto dal grande artista Andre Zeller. Susan si arrabbia molto quando scopre che Bree ha tenuto nascosto alle amiche un biglietto minatorio mandato da una persona che è al corrente del loro segreto, e dunque dipinge un quadro che immortala la morte di Alejandro, Andre ne è molto colpito e decide di esporlo in una galleria d'arte, il quadro viene notato da Chuck Vance, il detective di polizia che si sta occupando della sparizione di Alejandro, che dunque capisce che Susan e le sue amiche sono coinvolte nella sua sparizione. Bree confessa che sapeva che Chuck stava indagando su Alejandro, Susan e le altre si arrabbiano con lei per via dei segreti che ha nascosto e perciò decidono di isolarla. Susan decide di rintracciare la famiglia di Alejandro, la moglie dell'uomo crede erroneamente che Susan sia l'amante del marito, ma quando lei e Gabrielle scoprono che Alejandro molestava anche la figlia della sua nuova moglie, la convincono a non indagare ulteriormente sulla sua scomparsa. Chuck viene investito da un'auto, si scopre che il guidatore dell'auto è la stessa persona che ha mandato a Bree il biglietto minatorio, ovvero l'ex marito di Bree, Orson Hodge, che aveva orchestrato tutto per tenere Susan e le altre sue amiche lontane da Bree, ma quando il piano viene scoperto Bree si riappacifica con le sue amiche. Julie torna a far visita alla madre e viene rivelato che è incinta, inoltre vuole dare il bambino in adozione, con grande delusione di Susan. Si scopre che il padre del bambino è Porter Scavo, il figlio di Lynette. Susan deve affrontare il lutto della morte di Mike, ucciso da uno strozzino per aver preso le difese di una loro amica, Susan è disperata ma cerca di farsi forza per M.J., dopo ciò Julie decide di tenersi il bambino. Purtroppo Orson manda alla polizia il materiale raccolto su Alejandro, e Bree rischia di finire in prigione, ma Karen McCluskey decide di assumersi tutta la colpa del delitto visto che sta morendo di cancro, e dunque il caso si chiude. Susan decide di trasferirsi per prendersi cura di Julie, aiutarla con il bambino, e darle la possibilità di prendere il dottorato in medicina. Nel finale della serie Julie dà alla luce una bambina; Susan, i suoi figli e la nipotina se ne vanno via da Wisteria Lane. Susan si congeda dalla casa, promettendo alla sua nuova proprietaria che in quel quartiere non si annoierà mai, e si allontana. Mentre lo fa, si intravedono alcune delle persone morte nel corso della serie, a cominciare dal suo amato Mike, per finire con la sua cara amica Mary Alice.